# Platinum 9 Disc
Platinum 9 Disc es el décimo álbum de estudio de Morning Musume. Salió a la venta el 18 de marzo de 2009 a dos años de lanzarse su más reciente álbum de ese entonces.Este disco trae canciones modernas y pegadizas, como todas las de Morning Musume. Fue el primer Álbum en el que participaron las miembros de la 8.ª generación Junjun y Linlin, y el último en el que aparecen Hitomi Yoshizawa y Miki Fujimoto (aunque oficialmente el último Álbum de ambas es Sexy 8 Beat, ambas aparecen en la canción Kanashimi Twilight). Este álbum fue lo que le dio nombre a la Platinum Era (Era Platino, desde 2007 hasta 2010).

## Canciones del disco
Todas las canciones fueron escritas y compuestas por Tsunku
| N.º | Título                                                                                                   | Escritor(es) | Duración |  |
| 1.  | «SONGS»                                                                                                  |              |          |  |
| 2.  | «Resonant Blue»                                                                                          |              |          |  |
| 3.  | «Ame no Furanai Hoshi de wa Aisenai Darou? ((雨の降らない星では愛せないだろう?)»                         |              |          |  |
| 4.  | «Take off is now! (Cantada por Ai Takahashi, Risa Niigaki y Reina Tanaka)»                               |              |          |  |
| 5.  | «Naichau Kamo»                                                                                           |              |          |  |
| 6.  | «Watashi no Miryoku ni Kizukanai Donkan na Hito (私の魅力に 気付かない鈍感な人 - Solo de Aika Mitsui)»   |              |          |  |
| 7.  | «Guruguru JUMP (グルグルＪＵＭＰ - Cantada por Koharu Kusumi y Linlin)»                                  |              |          |  |
| 8.  | «Mikan»                                                                                                  |              |          |  |
| 9.  | «Jounetsu no Kiss wo Hitotsu (情熱のキスを一つ - Cantada por Ai Takahashi, Risa Niigaki y Reina Tanaka)» |              |          |  |
| 10. | «It´s You (Solo de Sayumi Michishige)»                                                                   |              |          |  |
| 11. | «Onna ni Sachi Are»                                                                                      |              |          |  |
| 12. | «Kataomoi no Owari ni (片思いの終わりに - Solo de Eri Kamei)»                                            |              |          |  |
| 13. | «Kanashimi Twilight»                                                                                     |              |          |  |

## Posiciones en Oricon y ventas
| Lun | Mar | Mie | Jue | Vie | Sab | Dom | Posición de la semana | Ventas |
| --- | --- | --- | --- | --- | --- | --- | --------------------- | ------ |
| -   | -   | -   | -   | -   | -   | -   | 13                    | 14 704 |

Ventas totales: 17,143